# 이효린
이효린(李孝麟, 1540년 - 1622년)은 조선 중, 후기의 문신, 유학자이자 교육자, 의병장이다. 임진왜란 당시 순흥지역 의병대장 김개국(金蓋國) 휘하 의병장으로 활동했다. 본관은 우계(羽溪)이고, 자는 원서(源瑞), 호는 미상이다. 도촌 이수형(李秀亨)의 증손이며 참봉 이은의 넷째 아들이다. 소고 박승임의 문인이다.
임진왜란 때의 의병장 공로로 내자시봉사, 첨정, 1612년(광해군 4년) 봉정대부 수제용감정을 역임하고, 1622년(광해군 14) 수계(壽階)로 절충장군 첨지중추부사(折衝將軍 僉知中樞府事)를 역임했다.
아들 이령이 1623년(광해군 15년) 3월 인조 반정으로 몰락하면서 그의 기록, 문헌은 다수 실전, 인멸되었다. 그의 행적은 상세하지 않아 순흥지역 향토지인 재향지, 순흥지에 단편적으로 전한다. 그는 만년에 봉화 물야면 수식리 석남마을에 아양루(峨洋樓)를 짓고 학문에 몰두했으나 그의 누각은 후일 사라졌다. 선조~광해군 대의 문신, 외교관 창암 이령의 아버지이다.

## 생애

### 출생과 가계
1540년(중종 35년)에 경상북도 영천군 이부석면 석남에서 태어났으나, 기록이 사라져 정확한 생일은 알 수 없다. 도촌 이수형(李秀亨)의 증손으로, 할아버지는 예빈시 참봉 이준근이며, 아버지는 승사랑 혜민서 참봉을 지낸 이은(李檃)이고 어머니는 공주이씨 이성의 딸이다. 증조부 도촌 이수형이 수양대군의 계유정난으로 단종을 폐위하자 관직을 버리고, 장인이자 스승 무송헌 김담(撫松軒 金淡)의 고향 근처 봉화 도촌으로 낙향하여 평생 은거하였다. 이수형의 넷째 아들인 그의 할아버지 이준근은 눌재 송석충(訥齋 宋碩忠)의 사위가 되었는데, 이준근이 봉화 도촌에서 순흥 부석면 석남으로 이주해왔다.
일찍이 소고(嘯皐) 박승임(朴承任)의 문하생으로 학문을 수학하였다. 박승임의 문하에는 그의 7촌 조카 이여빈도 있었다.
영천이씨(永川李氏) 생원 이여량(李汝樑)의 딸과 혼인했는데 이현준(李賢俊)의 손녀이다. 손자 이성침은 다시 이현준의 형 이현우(李賢佑)의 증손이자 간재 이덕홍(艮齋 李德弘)의 아들 금학당 이립(琴鶴堂 李笠)의 딸과 혼인했다. 그밖에 그의 자손들은 봉화금씨, 예안(선성)김씨, 안동권씨 등과 혼반관계를 형성했다.
교류하던 인물로는 조성당 김택룡(操省堂 金澤龍)이 있었는데, 김택룡은 그의 아들 이잠과도 교류하였다.

### 행적
그의 행적은 기록이 인멸, 실전되어 불분명하며 재향지, 순흥지 등에 간략한 행적이 나타난다. 순흥 재향지에 의하면 그는 음사(蔭事)로 관직에 나갔다 한다. 1592년(선조 25년) 4월 임진왜란이 터지자 사촌형 이흥문 등과 함께 의병을 이끌고, 김개국 의병장 휘하에 들어가 왜적에 대항하였다. 그 공로로 내자감 주부(內資監主簿), 첨정, 제용감정(濟用監正)을 지냈다.
관직에 뜻이 없어 봉화군 물야면 수식리에 아양루(峨洋樓)를 짓고 학문 연구와 후학 양성에 힘썼다. 몇 차례에 걸쳐 관직이 내려졌지만 대부분 사양했다.
1612년(광해군 5년) 봉정대부(奉正大夫) 수제용감정(守濟用監正)이 되었다. 순흥지, 재향지의 음서조와 장수조에는 첨정을 역임한 것이 나오는데, 언제 어느 부서의 첨정을 지냈는지, 임명 시점 등은 상세하지 않다. 조성당 김택룡(操省堂 金澤龍)의 일기에 의하며 1616년(광해군 6년) 9월 당시 그는 첨정에 재직중이었는데 어느 부서의 첨정인지는 알려지지 않았다. 80세에 수계(壽階)로 절충장군 첨지중추부사에 이르렀다.
조선왕조실록, 승정원일기에는 그의 행적이 나타나지 않는다.
최종 관직은 첨지중추부사이다. 딸 중 1명은 오한 손기양(聱漢 孫起陽)의 후처가 되었다. 채제공이 지은 손기양의 묘갈명에는 첨지중추부사 효린의 딸이고 1남 2녀를 두었다 한다. 정약용이 지은 손기양의 묘지명 聱漢先生昌原都護府使孫公 墓誌銘에도 첨지중추부사 효린의 딸이고 1남 2녀를 두었다 한다. 성호 이익이 지은 손기양 행장에도 再娶羽溪李氏僉知中樞孝麟之女 有一男二女。男宣敎郞𦆴 二女壻士人權燾，察訪李墩로 나타난다.
오산 서창재(梧山 徐昌載)가 쓴 "祖妣孺人羽溪李氏墓誌"에도 孺人姓李氏羽溪人 曾祖諱孝麟折衝將軍僉知中樞府事 祖諱士+岺弘文館校理 考諱成玧宣敎郞 妣禮安金氏 將仕郞友仁女라 하여 그의 최종 관직을 절충장군 첨지중추부사라 하였다. 그의 손자 성윤(成玧)의 딸 중 1명은 서천건(徐天健)에게 시집갔는데 오산 서창재는 그들의 손자이다.
순흥 재향지에 의하면 수식(水息, 봉화군 물야면 수식리) 석람(石嵐) 동쪽 산 아래 두 시냇물 사이에 정자 아양루(峨洋樓)를 짓고 학문을 강하였으나 뒷날 소실되었다 한다. 그가 세운 아양루는 봉화군 물야면 수식리(物野面 水息里) 석람(石嵐)마을 동쪽산 아래에 있었다. 묘소는 경상북도 영주시 부석면 감곡리 석남동 상합곡 자좌에 쌍봉으로 매장되었다.

### 사후
사후 증 참판에 추증되었으나 넷째 아들 창암 이령이 정치적으로 몰락하면서 기록이 모두 사라져, 어느조의 참판으로 추증되었는지는 알 수 없다. 조선 말과 일제 강점기의 유학자 회당 장석영(晦堂 張錫英)이 지은 사전 송시영(砂田 宋時詠)의 묘갈명인 사전송공묘갈명병서(砂田宋公墓碣銘幷序)에 配參判李孝麟女 塟公同岡이라 하였으나, 어느 조의 참판인지는 상세히 기록하지 않았다. 척암 김도화(拓菴 金道和)가 지은 단구 송세필(丹邱 宋世弼)의 묘갈명 "丹邱宋公墓碣銘 幷序"에도 妣羽溪李氏 參判孝麟女。有女士則이라 나타난다.
정치적 박해를 받고 몰락하여 자손은 뿔뿔이 흩어지고 가세가 기울었지만 일부 후손들은 순흥지역에 남아 있었다. 묘비문은 한참 후대인 대한민국 시대에 와서 세워졌으며, 절충장군 첨지중추부사 우계이공 효린지묘(折衝將軍僉知中樞府事羽溪李公孝麟之墓) 배 숙부인 영천이씨 부좌(配淑夫人永川李氏附左)로 쓰여있고 검은 대리석 재질이다.
순흥지, 재향지에 의하면 그의 아버지 이은(李檃)은 88세. 부부가 해로(偕老)하였다. 형 이복린(李福麟)은 86세, 5촌 당숙 호군 이공(李拱)은 84세. 첨정(僉正) 이효린(李孝麟)은 83세, 그의 증손 호군 이직렬(李稷烈)은 81세를 살고 중뢰연(重牢宴)을 지냈다. 순흥 재향지 장수편에는 호군 직렬은 80세를 살았고 중뢰연을 했다 한다. 형 이복린의 증손 이영렬(李英烈)은 호군을 지냈고 84세, 복린의 다른 증손 이익렬(李益烈)도 84세를 살았다. 7촌 조카이자 순흥에 살던 이유(李庾)는 85세로 부부가 해로하였다. 유의 손자 진사 광전(光前)도 84세를 살았다.
그의 부모 내외와 아들 이평 등 그의 일가의 묘소는 영주시 부석면 감곡리에 있었는데 2000년대 이후 경상북도 문경시 산북면 종곡리 196번지로 이장되었다.

## 가계
- 할아버지 이준근(李峻根, 승사랑 예빈시 참봉)
- 할머니 야성 송씨(冶城宋氏), 눌재 송석충의 딸
  - 고모 우계 이씨
  - 고모부 이귀(李貴, 덕수 이씨, 충무공 이순신의 숙부)
- 아버지 이은(李櫽), 장사랑 혜민서 참봉
- 어머니 공주이씨(公州李氏) 생원 이함(李諴0의 딸, 판서 이광필(李光弼)의 후손
  - 형 : 이덕린(李德麟)
  - 형 : 이복린(李福麟)
  - 형 : 이수린(李壽麟)
  - 누이 우계이씨
  - 매부 : 신계숙(申繼叔)
  - 누이 우계이씨
  - 매부 : 권효남(權孝男)
  - 누이 우계이씨
  - 매부 : 조사안(趙師顔)
  - 누이 우계이씨
  - 매부 : 권홍의(權弘毅)
- 부인 영천 이씨(永川李氏), 생원 이여량(李汝樑)의 딸
  - 아들 이채(李埰, 생몰년 미상)
  - 아들 이평(李坪, 1572년 8월 17일 ~ 1612년)
  - 아들 이오(李墺, 1578년 8월 6일 ~ 1642년 9월 18일
  - 아들 이잠(李埁, 1581년 ~ 1655년)
  - 아들 이농(李土+龍)
  - 딸 우계이씨
  - 사위 송시영(宋時詠)
    - 외손 송세백(宋世伯)
    - 외손 송세필(宋世弼, 1607년 ~ 1685년 10월, 호는 단구(丹邱))

  - 딸 우계이씨
  - 사위 손기양(孫起陽, 1559년 ~ 1617년), 군수
    - 외손서 권도(權燾)
    - 외손서 이돈(李墩, 찰방)
    - 외손 손습(孫𦆴, 1616년 ~ ?), 선교랑(宣敎郞)

  - 사위 조임원(趙任遠)

## 같이 보기
- 박승임
- 김개국
- 임진왜란
- 이수형
- 송석충
- 이잠
- 이여빈

## 참고
- 재향지(순흥지역 향토지)
- 번암집
- 여유당전서
- 회당집
- 晩翠先祖關東日錄
- 척암집